# Venancio Diego Carro
Venancio Diego Carro (Ferreras de Abajo, Zamora, 24 de marzo de 1894 - Caleruega, Burgos, 18 de diciembre de 1972) fue un sacerdote, fraile dominico, teólogo e historiador español. Representó a España en diversas misiones internacionales y científicas. Fue académico de la Real Academia de Ciencias Morales y Políticas. 

## Biografía
Nació en Ferreras de Abajo en 1894. Ingresó en la Orden de Predicadores en el Convento de Las Caldas de Besaya, haciendo la profesión solemne el 30 de septiembre de 1910 en el Convento de Caleruega (Burgos). Cursó sus estudios de Filosofía en el Convento de Corias (Asturias) y los de Teología en el Convento de San Esteban de Salamanca, donde obtuvo el título de Lector (el doctorado en la Orden de Predicadores) en Sagrada Teología en 1919. Entonces fue destinado como profesor al Colegio de Segovia y empezó a colaborar asiduamente en la revista La Ciencia Tomista.
En 1924 fue enviado a profundizar en sus estudios teológicos en la Universidad de Friburgo (Suiza), donde convivió con Santiago Ramírez, y donde obtuvo el doctorado summa cum laude en Sagrada Teología con una tesis titulada El maestro fray Pedro de Soto, confesor de Carlos V, y las controversias político-teológicas en el siglo XVI.
Inmediatamente se le encargaron labores docentes. Fue profesor de Filosofía moral y de Historia de la Filosofía en Corias y de Historia de la Teología en el Colegio Internacional Angelicum (actual Universidad Pontificia de Santo Tomás de Aquino) de Roma (1931-1939). En 1939 regresa a Madrid, destinado al Convento de Atocha como superior, permaneciendo en él hasta 1955. Ese año solicita ser destinado a Valladolid para poder consagrase al estudio y a la investigación. Fue elegido Definidor de la Provincia dominica de España en los capítulos provinciales de 1946, 1958 y 1962.
Fue especialista en Historia, Historia del Derecho e Historia de la Teología. Fue fundador y director del Instituto Histórico Dominicano. También fundó, junto a Vicente Beltrán de Heredia, la Biblioteca de Teólogos Españoles.
Murió en Caleruega el 18 de diciembre de 1972. 
Perteneció a la estirpe de dominicos estrictamente tomistas que se formó en torno al Convento de San Esteban de Salamanca en la primera mitad del siglo XX, junto a los padres Guillermo Fraile, Victorino Rodríguez, Vicente Beltrán de Heredia, Teófilo Urdánoz, Manuel Cuervo, Alonso Lobo, Antonio Royo Marín, Aniceto Fernández Alonso, Santiago Ramírez, Francisco Pérez Muniz, etc.
Fue uno de los dominicos españoles -nacidos en la segunda mitad del siglo XIX o a principios del siglo XX- que se especializaron en estudios históricos, junto con Luis G. Alonso Getino, Justo Cuervo, y Vicente Beltrán de Heredia.

## Aportaciones
El P. Venancio Carro se hizo célebre en el campo académico por su obra La Teología y los teólogos-juristas españoles ante la Conquista de América (1944, 1ª ed.), que mereció grandes elogios por parte parte de reconocidos eruditos. El P. Félix García, O.S.A., lo calificó como "el mejor tratado de hispanidad". Marcel Bataillon, célebre historiador e hispanista francés, manifestó que "el tratado replantea en su verdadera perspectiva la célebre doctrina de las Relecciones de Vitoria". Y Josep Maria Trias de Bes afirmó que es "el monumento más sólido a la gran empresa española de la conquista de América (...). Nunca se ha planteado con tanta seguridad y tan a fondo el problema de la conquista como en este libro revelador (...). Nada se ha hecho hasta la fecha en la exégesis histórica, teológica y jurídica sobre las Leyes de Indias que pueda comparársele".
Pablo Ramírez Jerez, bibliotecario de la Real Academia de Ciencias Morales y Políticas, escribió que el P. Carro "puede ser considerado uno de los mayores especialistas sobre la evangelización de América y sus problemas teológico-jurídicos, así como de los teólogos españoles del siglo XVI".

## Reconocimientos y distinciones
- Académico de la Real Academia de Ciencias Morales y Políticas (desde 1954).[10]

## Obras

### Libros
- Filosofía y filósofos españoles, 1900-1928 (1928).
- Los colaboradores de Francisco de Vitoria. Domingo de Soto y el Derecho de gentes (1930).
- El maestro Pedro de Soto y las controversias político-religiosas en el siglo XVI, vol. I (Salamanca, 1931)
- La verdad sobre la guerra española. Breve relato histórico (1937).
- Domingo de Soto y el derecho de gentes (Madrid, 1939).
- Domingo de Soto y su doctrina jurídica: Estudio teológico-jurídico e histórico (Salamanca, 1943).
- La teología y los teólogos juristas españoles ante la conquista de América (1944, 1ª ed. 1951, 2ª ed.- aumentada).
- Santo Domingo de Guzmán, fundador de la primera Orden Universitaria, Apostólica y Misionera (1946).
- Los dominicos y el Concilio de Trento. Estudio histórico-teológico del Concilio y de la aportación de la Orden Dominicana (Salamanca, 1948).
- El maestro Pedro de Soto y las controversias político-religiosas en el siglo XVI, vol. II (Madrid, 1950)
- La "communitas orbis" y las rutas del derecho internacional, según Francisco de Vitoria (Palencia, 1962).
- España en América (sin leyendas) (Madrid, 1963).
- Los postulados teológico-jurídicos de Bartolomé de las Casas: sus aciertos, sus olvidos y sus fallos, ante los Maestros Francisco de Vitoria y Domingo de Soto (Sevilla, 1966).